# Zeke Jones
Zeke Jones (né le 2 décembre 1966 à Ypsilanti (Michigan)) est un lutteur américain spécialiste de la lutte libre.

## Biographie
Lors des Championnats du monde, il remporte d'abord la médaille d'or des Championnats du monde de lutte 1991 puis la médaille de bronze lors des Championnats du monde de lutte 1995 dans la catégorie des moins de 52 kg. Il gagne également la médaille de bronze lors des Jeux panaméricains en 1991 puis la médaille d'or lors des Jeux panaméricains en 1995. 
Lors des Jeux olympiques d'été de 1992, il remporte la médaille d'argent en combattant dans la catégorie des -52 kg.